# Werba (stacja kolejowa)
Werba (ukr. Верба, ros. Верба) – stacja kolejowa w miejscowości Werba, w rejonie dubieńskim, w obwodzie rówieńskim, na Ukrainie.
Stacja powstała w czasach carskich na linii Kolei Południowo-Zachodniej.